# Writ of debt
Writ of debt, ingiungeva l'immediato pagamento di un debito costituito da una certa somma di denaro: o si pagava o si compariva davanti al tribunale regio per il giudizio. Nato durante il regno di Enrico I d'Inghilterra come ordine di esecuzione, il writ of debt si trasformò poi con Enrico II d'Inghilterra in normale citazione giudiziaria del convenuto.